# مارینا (کالیفرنیا)
مارینا (به انگلیسی: Marina) شهری در شهرستان مونتری ایالت کالیفرنیا است که در سرشماری سال ۲۰۱۰ میلادی، ۱۹۷۱۸ نفر جمعیت داشته است.